# Svàtove (Crimea)
|  | Per a altres significats, vegeu «Svàtove (Luhansk)». |

Svàtove (en (ucraïnès): Сватове, en rus: Сватово, Svàtovo) és un poble de la República Autònoma de Crimea, a Ucraïna, que el 2014 tenia 142 habitants. Pertany al districte rural de Krasnoperekopsk. Fins al 1948 la vila es deia Kalantxak.